# Jack D. Moore
Pour les articles homonymes, voir Moore.
Jack D. Moore est un chef décorateur américain né le 15 avril 1906 à Denver (Colorado) et mort le 29 décembre 1998 à Santa Monica (Californie).

## Filmographie

### Cinéma
- 1934 : Miss Barrett (The Barretts of Wimpole Street) de Sidney Franklin
- 1935 : La Femme de sa vie (No More Ladies) d'Edward H. Griffith et George Cukor
- 1936 : Le Roman de Marguerite Gautier (Camille) de George Cukor
- 1937 : La Vie privée du tribun (Parnell) de John M. Stahl
- 1939 : Femmes (The Women) de George Cukor
- 1940 : Évasion (Escape) de Mervyn LeRoy
- 1940 : La Fièvre du pétrole (Boom Town) de Jack Conway
- 1940 : Suzanne et ses idées (Susan and God) de George Cukor
- 1942 : Croisière mouvementée (Ship Ahoy) d'Edward Buzzell
- 1942 : Prisonniers du passé (Random Harvest) de Mervyn LeRoy
- 1942 : La Flamme sacrée (Keeper of the Flame) de George Cukor
- 1942 : Sept amoureuses (Seven Sweethearts) de Frank Borzage
- 1942 : Her Cardboard Lover de George Cukor
- 1946 : Lame de fond (Undercurrent) de Vincente Minnelli
- 1947 : Living in a Big Way de Gregory La Cava
- 1947 : Marchands d'illusions (The Hucksters) de Jack Conway
- 1948 : Le Brigand amoureux (The Kissing Bandit) de László Benedek
- 1948 : Tragique Décision (Command Decision) de Sam Wood
- 1948 : La Belle imprudente (Julia Misbehaves) de Jack Conway
- 1948 : L'Indomptée (B.F.'s Daughter) de Robert Z. Leonard
- 1949 : Un jour à New York (On the Town) de Stanley Donen et Gene Kelly
- 1949 : Tension de John Berry
- 1949 : La Dynastie des Forsyte (That Forsyte Woman) de Compton Bennett
- 1949 : Les Quatre Filles du docteur March (Little Women) de Mervyn LeRoy
- 1950 : Chanson païenne (Pagan Love Song) de Robert Alton
- 1950 : The Magnificent Yankee de John Sturges
- 1950 : Quand la ville dort (The Asphalt Jungle) de John Huston
- 1950 : Une rousse obstinée (The Reformer and the Redhead) de Melvin Frank et Norman Panama
- 1951 : L'Âge d'aimer (Too Young to Kiss) de Robert Z. Leonard
- 1951 : L'Amant de Lady Loverly (The Law and the Lady) d'Edwin H. Knopf
- 1951 : Riche, jeune et jolie (Rich, Young and Pretty) de Norman Taurog
- 1951 : Le Grand Caruso (The Great Caruso) de Richard Thorpe
- 1952 : Les Rois de la couture (Lovely to Look at) de Vincente Minnelli et Mervyn LeRoy
- 1953 : La Madone gitane (Torch Song) de Charles Walters
- 1953 : La Reine vierge (Young Bess) de George Sidney
- 1953 : La Fille qui avait tout (The Girl Who Had Everything) de Richard Thorpe
- 1953 : Histoire de trois amours (The Story of Three Loves) de Gottfried Reinhardt et Vincente Minnelli
- 1954 : La Dernière Fois que j'ai vu Paris (The Last Time I Saw Paris) de Richard Brooks
- 1954 : La Vallée des rois (Valley of the Kings) de Robert Pirosh
- 1954 : Prisonnier de guerre (en) (Prisoner of War) d'Andrew Marton
- 1954 : Le Vol du diamant bleu (en) (The Great Diamond Robbery) de Robert Z. Leonard
- 1955 : Le Tendre Piège (The Tender Trap) de Charles Walters
- 1955 : Les Pièges de la passion (Love Me or Leave Me) de Charles Vidor
- 1955 : Mélodie interrompue (Interrupted Melody) de Curtis Bernhardt
- 1956 : Gaby de Curtis Bernhardt
- 1969 : Sweet Charity de  Bob Fosse
- 1970 : Airport de George Seaton

### Télévision
- 1956-1966 : The Adventures of Ozzie & Harriet (154 épisodes)
- 1967 : The Pruitts of Southampton (1 épisode)

## Distinctions
Oscar des meilleurs décors

### Récompenses
- en 1950 pour Les Quatre Filles du docteur March

### Nominations
- en 1943 pour Prisonniers du passé
- en 1952 pour L'Âge d'aimer
- en 1954 pour Histoire de trois amours
- en 1954 pour La Reine vierge
- en 1970 pour Sweet Charity
- en 1971 pour Airport